# 30 u hladu
30 u hladu deveti je studijski album hrvatskog rock-sastava Srebrna krila. Izišao je 1986. godine, a objavila ga je izdavačka kuća Jugoton. Album je producirao Vlado Kalember, frontmen sastava. Sniman je u studiju Jugoton Studio Zagreb od 17. ožujka do 12. travnja 1986. Pjesma Nataša snimana je u studiju JM Zagreb tijekom listopada 1985. godine. Ovo je posljedni album s Kalemberom kao vokalnim solistom i posljednji rock album sastava. Nakon ovog albuma sastav preuzima Mustafa Ismailovski te se sastav više okreće zvuku popa. Osim naslovne pjesme album nije ponudio puno hitova.